# Новозеландские зелёные гекконы
Новозеландские зелёные гекконы, или Новозеландские дневные гекконы (лат. Naultinus) — род древесных ящериц семейства Diplodactylidae подотряда гекконообразные, эндемики Новой Зеландии. Ведут дневной образ жизни. В окраске доминирует зелёный цвет. Все виды этого рода живородящие.

## Виды
Выделяют 9 видов этого рода:
- Naultinus elegans — новозеландский стройный геккон[1], или новозеландский живородящий геккон[1], или новозеландский зелёный геккон[1], или новозеландский дневной геккон[1]
- Naultinus flavirictus
- Naultinus gemmeus
- Naultinus grayii
- Naultinus manukanus
- Naultinus poecilochlorus
- Naultinus rudis
- Naultinus stellatus
- Naultinus tuberculatus